# 돼지의 왕 (드라마)
《돼지의 왕》은 2022년 3월 18일부터 2022년 4월 22일까지 방송된 티빙 오리지널 드라마로 연상호 감독의 동명의 장편 애니메이션 영화를 원작으로 하고 있다.

## 기획의도
연쇄살인 사건 현장에 남겨진 20년 전 친구의 메시지로부터 ‘폭력의 기억’을 꺼내게 된 이들의 이야기를 담은 추적 스릴러

## 등장 인물

### 주요 인물
- 김동욱 : 황경민 역 (아역 : 이찬유)
- 김성규 : 정종석 역 (아역 : 심현서) - 광역수사대 형사
- 채정안 : 강진아 역 - 서울서동경찰서 강력2팀 형사

### 황경민 주변 인물
- 황만익 : 박성진 역 - 신석운수 관리소장, 전직 강력계 반장, 황경민의 조력자
- 김푸름 : 이지연 역 - 박성진의 조카
- 한수연 : 박민주 역 - 황경민의 아내 (특별출연)
- 이지하 : 김선희 역 - 황경민의 어머니
- 류성현 : 황경민의 아버지 역 - 단란주점 운영

### 광역수사대
- 이태검 : 서동진 역 - 서울경찰청 광역수사대 강력1팀장
- 안두호 : 남덕우 역 - 서울경찰청 광역수사대 강력1팀 형사
- 지찬 : 조필두 역 - 서울경찰청 광역수사대 강력1팀 형사
- 박진 : 두만재 역 - 서울경찰청 광역수사대 강력1팀 형사

### 서울서동경찰서
- 김현준 : 김재호 역 - 서울서동경찰서 강력2팀장
- 정의제 : 진해수 역 - 서울서동경찰서 강력2팀 형사
- 김민식 : 김민석 역 - 서울서동경찰서 강력2팀 형사
- 서재규 : 오도식 역 - 서울서동경찰서 강력2팀 형사

### 신석중학교 관련인물
- 이경영 : 최석기 역 - 담임선생님, 신석중학교 교장
- 최현진 : 김철 역
- 오민석 : 강민 역 (아역 : 문성현) - 반장, 광흥대학병원 간담췌외과 의사
- 최광제 : 안정희 역 (아역 : 손승환) - 카센터 사장
- 김민석 : 최성규 역 (아역 : 장대웅) - 제약회사 직원
- 강정우 : 이기원 역 (아역 : 김완규) - 은행 직원
- 조완기 : 김종빈 역 (아역 : 김현빈) - 3학년 선배, 동진일보 사회부 기자
- 배유람 : 박찬영 역 (아역 : 강지석) - 전기공학과 전공, '도그박'
- 김주경 : 박재우 역 (아역 : 은예준) - 정종석의 짝꿍, JM물류창고 직원
- 정욱진 : 고한진 역 (아역 : 정민건) - 박재우 뒤에 앉은 학생, 제일제지 경영지원팀 대리
- 이준하 : 이정수 역 - 김종빈의 오른팔

### 그 외 인물
- 김미란 : 부검의 역
- 김준희 : 경찰 1 역
- 최희승 : 경찰 2 역
- 고윤빈 : 안정희의 부인 역
- 김정환 : 앵커 역
- 강현중 : 정종석의 아버지 역
- 김영선 : 정종석의 어머니 역
- 소아린 : 정희진 역 - 정종석의 누나
- 김원중 : 한병태 역 - 마약사범, 전 신석운수 기사
- 임휘진 : 양아치 역
- 길하라 : 강민을 유혹하는 여자 역
- 최영인 : 환자 보호자 역
- 이동근 : 광흥대학병원 레지던트 1 역
- 전규미 : 광흥대학병원 레지던트 2 역
- 진성민 : PD 역
- 한동환 : 강민의 아버지 역 - 의사
- 정호 : 경비원 역
- 엄태옥 : 문구점 사장 역
- 최서현 : 펍녀 1 역
- 안혜진 : 펍녀 2 역
- 서인걸 : 사내 2 역
- 최석준 : 김 원장 역 (목소리출연)
- 장호준 : 선배 1 역
- 박지혜 : 광흥대학병원 간호사 역
- 진가민 : 블랙박스가 있는 차주 역
- 강준석 : 분석원 역
- 배현경 : 박성진의 옛 동료경찰 역
- 장유진 : 간호사 역
- 강주리 : 병원 원무과 직원 역
- 우미화 : 김철의 어머니 역
- 배기범 : 홍 박사 역 - 글씨감정 하는 박사
- 강학수 : 박 상무 역 - 이지연 사건의 가해자 아버지
- 장대웅 : 임원 1 역 - 이지연 사건의 가해자 아버지
- 김상욱 : 임원 2 역 - 이지연 사건의 가해자 아버지
- 박무염 : 순경 1 역
- 신형근 : 순경 2 역
- 문대성 : 노창식 역 - 박찬영이 죽인 남자
- 도명진 : 미화원 1 역
- 김동인 : 미화원 2 역
- 국중웅 : 김철 아버지의 친구 역
- 윤현 : 형사 1 역
- 오기환 : 형사 2 역
- 최영도 : 박 기자 역
- 이동규 : 앵커 역
- 최승일 : 경무관 역
- 안수호 : 광수대장 역
- 이성일 : 박성진 측 변호사 역
- 장재권 : 박성진 측 변호사 역
- 박강토 : 기자 1 역
- 김진홍 : 기자 2 역
- 양하윤 : 기자 3 역
- 엄지만 : 형사 1 역
- 김태훈 : 형사 2 역
- 전준우 : 최형근 역 - 검사
- 최성율 : 구급대원 역
- 김오복 : 유튜버 역
- 황인규 : 남직원 역
- 이은석 : 제일제지 경영지원팀 본부장 역

### 아역
- 김수아 : 안정희의 딸 역
- 고태운 : 박재우의 아들 역

### 특별출연
- 양소민 : 김현정 역 - 바른정신건강의학과 의사 역 (1회, 7회, 9~11회)

## 에피소드
| 회차 | 공개일          | 제목         | 러닝 타임 |
| 1화  | 2022년 3월 18일 | 복수의 서막  | 55분      |
| 2화  | 2022년 3월 18일 | 첫 번째 복수 | 44분      |
| 3화  | 2022년 3월 25일 | 추적의 서막  | 57분      |
| 4화  | 2022년 3월 25일 | 추적의 시작  | 57분      |
| 5화  | 2022년 4월 1일  | 고백         | 57분      |
| 6화  | 2022년 4월 1일  | 두 번째 복수 | 54분      |
| 7화  | 2022년 4월 8일  | 또 다른 친구 | 54분      |
| 8화  | 2022년 4월 8일  | 세 번째 타깃 | 58분      |
| 9화  | 2022년 4월 15일 | 네 번째 타깃 | 50분      |
| 10화 | 2022년 4월 15일 | 돼지의 왕    | 65분      |
| 11화 | 2022년 4월 22일 | 과거는 현재  | 53분      |
| 12화 | 2022년 4월 22일 | 마지막 타깃  | 64분      |

## 음악
삽입곡
- ABTB - 〈할렐루야〉[1]:1회 엔딩삽입곡
- 피타입 - 〈노인의 테마: 낚시 (Feat. 최엘비)〉[2]
- 이혁 - 《LOOP》[3]
- 시나위 - 〈유서〉[4]
- 하현우 - 〈Miserere〉[5]
- 정밀아 - 〈꽃〉[6]